# Humiriastrum glaziovii
Humiriastrum glaziovii är en tvåhjärtbladig växtart som först beskrevs av Ignatz Urban, och fick sitt nu gällande namn av José Cuatrecasas. Humiriastrum glaziovii ingår i släktet Humiriastrum och familjen Humiriaceae. Utöver nominatformen finns också underarten H. g. angustifolium.

## Bildgalleri

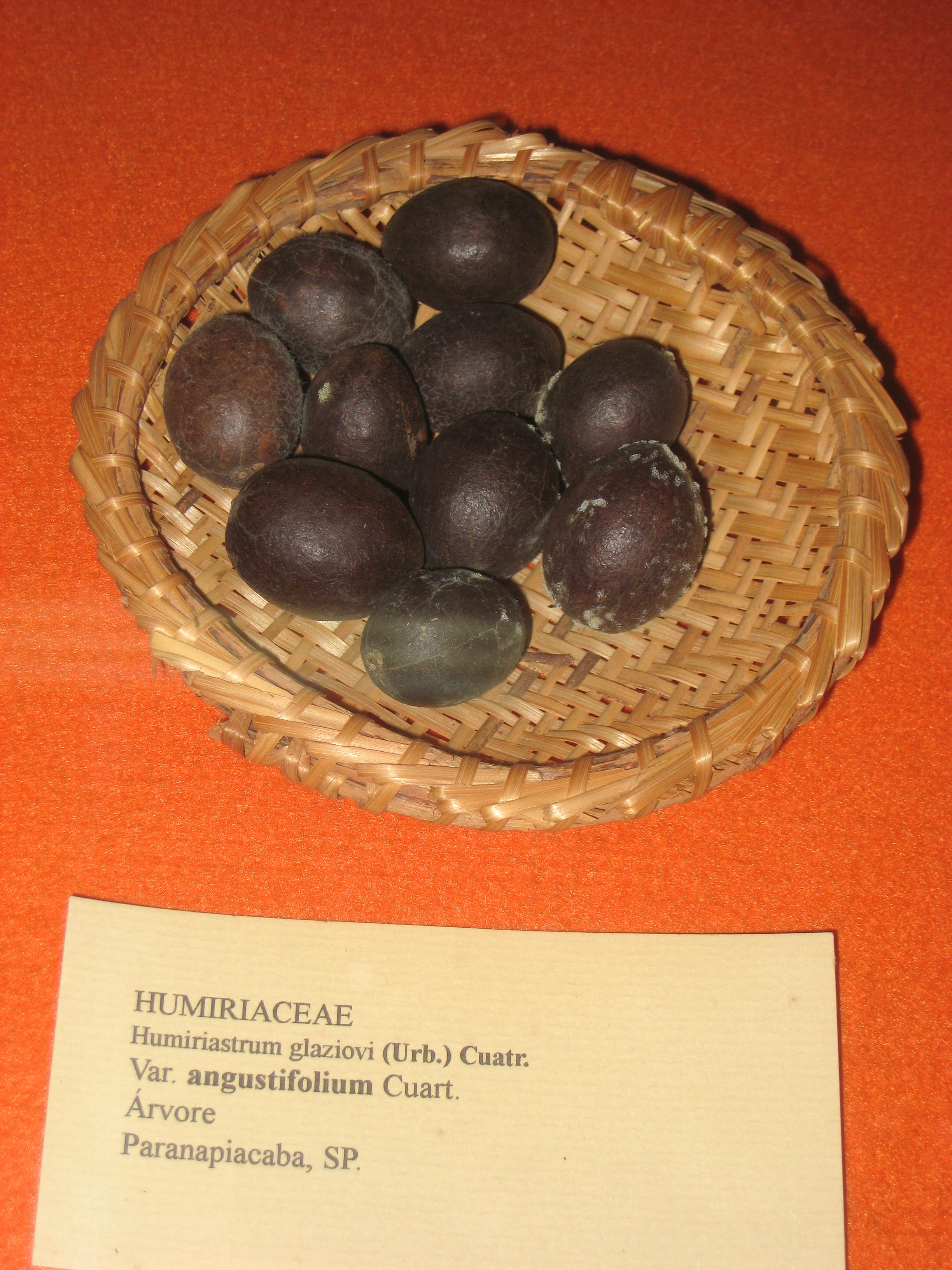